# Cosa sarà (film)
Cosa sarà è un film del 2020 diretto da Francesco Bruni.

## Trama
Bruno Salvati è un regista cinematografico di poco successo, separato da poco dalla moglie Anna, con la quale è rimasto in buoni rapporti. Anna e Bruno hanno due figli: Adele, una responsabile ventenne, e Tito, un adolescente problematico.
Dalle analisi eseguite a seguito di un leggero trauma fisico, Bruno scopre di avere una forma di leucemia. Suo padre, Umberto, dato che Tito e Adele non sono idonei al trapianto di cellule staminali ematopoietiche, decide di svelargli l'esistenza di una sua sorellastra. Il regista si mette così in viaggio, con il padre e i figli, alla ricerca di una donna di nome Fiorella. I quattro riescono a trovare la sorellastra di Bruno, che inizialmente si dimostra scossa e reticente a farsi asportare il midollo, ma in un secondo momento acconsente alla donazione.
La narrazione intervalla la parte trascorsa in ospedale per la chemioterapia precedente il trapianto e la parte restante della storia.

## Produzione
Le riprese sono iniziate nel novembre 2019  e sono durate 5 settimane tra Roma e Livorno.
Il film è stato dedicato al regista Mattia Torre (Roma, 1972-2019).

## Distribuzione
L'uscita nelle sale cinematografiche del film, inizialmente prevista per il 19 marzo 2020 con il titolo Andrà tutto bene, è stata rinviata al 24 ottobre 2020, a causa della pandemia di COVID-19.

## Promozione
Il 24 settembre 2020 è stato diffuso online tramite La Repubblica il trailer ufficiale del film.

## Riconoscimenti
- 2021 – David di Donatello
  - Candidatura a miglior attore protagonista per Kim Rossi Stuart
  - Candidatura a migliore sceneggiatura originale per Francesco Bruni

- 2021 – Nastri d'argento[7][8]
  - Migliore sceneggiatura per Francesco Bruni con la partecipazione di Kim Rossi Stuart
  - Migliore attore protagonista per Kim Rossi Stuart
  - Candidatura a miglior film
  - Candidatura a miglior regista per Francesco Bruni
  - Candidatura a migliore attrice non protagonista per Raffaella Lebboroni

- 2021 - Globo d'oro
  - Miglior attore a Kim Rossi Stuart
  - Canidatura a miglior film a Francesco Bruni
  - Canidatura a miglior regista a Francesco Bruni
  - Canidatura a miglior sceneggiatura a Francesco Bruni
  - Canidatura a miglior musica a Ratchev & Carratello

- 2021 – Premio Flaiano[9]
  - Migliore sceneggiatura a Francesco Bruni